# Supreme Snowboarding
Supreme Snowboarding (conocido como Boarder Zone en Estados Unidos) es un videojuego de snowboarding de 1999 creado por Housemarque para Microsoft Windows y por Software Creations para Game Boy Color. Fue uno de los primeros juegos de snowboarding para Windows en aprovechar por completo las placas de gráficos 3D que se estaban normalizando a finales de los años 90. Más de 1,5 millones de unidades fueron vendidas a nivel mundial, convirtiendo a Supreme Snowboarding en el primer éxito en el desarrollo de juegos finlandeses. El juego tuvo una recepción crítica positiva, al igual que aclamación por tener algunos de los mejores gráficos de su época, pero a veces fue criticado por su falta de contenido y valor de rejugabilidad.

## Jugabilidad
El núcleo del juego se basa en tres modos de juego principales:
- En Arcade, los jugadores se esforzarán en obtener puntajes cada vez mayores realizando trucos o corriendo contra tablistas fantasmas.[5]
- El segundo modo consiste en saltar por una pendiente o medio tubo, donde los competidores estarán divididos en tres clases según su rendimiento. Cada salto es realizado tres veces, y los jueces virtuales premiarán con puntos.[5]
- En el tercer modo los jugadores compiten en competencias y carreras de slalom y trucos.[5]

Los controles del juego recibieron elogios, los cuales permiten a los jugadores usar otras tres teclas para realizar saltos, trucos y girar, además de las teclas direccionales. Los jugadores pulsan la tecla de salto para iniciar un truco, la tecla de truco es usada para realizar dichos trucos, y el tercer botón permite a los personajes girar más rápido.
Existen nueve cursos de slalom y seis de trucos, al igual que seis personajes, cada uno con sus pros y contras únicos. Cada curso dispone de cuatro tipos de clima y se divide en tres tipos: alpino, aldea o bosque. También existen cuatro tablas, cada una diseñada para acomodarse a diferentes tipos de snowboarding. El juego no ofrece multijugador por internet, pero los jugadores podrán jugar con hasta ocho personas por LAN.

## Lanzamiento
Supreme Snowboarding a menudo era vendido junto a otros productos; por ejemplo, los jugadores podían obtener una copia del juego con su cereal Kellogg's. Una versión recortada titulada Flo-Boarding fue empaquetada con cada dispositivo N-Gage en 2003, convirtiéndose en el primer juego en ser incluido con un teléfono.
Hubo esfuerzos iniciales por parte de Sega de América para portear «títulos de perfil alto», incluyendo a Supreme Snowboarding, a la consola Dreamcast, pero, como muchos otros, dichos esfuerzos finalmente fracasaron debido al perfil incierto de la plataforma con la inminente llegada de la PlayStation 2.

## Recepción
En un principio, la versión de PC recibió aclamación de la crítica en su lanzamiento en Finlandia por sus gráficos, velocidad y controles sensibles. Los analistas elogiaron al juego por sus entornos nevados y efectos especiales realistas tales como la sombra y el clima. También fue elogiado por resultar fácil de controlar y agradable de jugar, pero se criticó su cantidad limitada de pistas y falta de contenido.
Juho Kuorikoski, en su libro Finnish Video Games: A History and Catalog, señaló en una reseña más contemporánea cómo, a pesar de que «Supreme Snowboarding [no sea] el joven macho que solía ser, aún posee ese elemento adictivo. Aunque sea menos impresionante por fuera, su belleza interna ha permanecido intacta».
En Estados Unidos, la versión de PC recibió reseñas favorables, mientras que la versión de Game Boy Color recibió reseñas mixtas de acuerdo con el sitio web agregador de reseñas GameRankings. Tal Blevis de IGN aclamó los gráficos, la relación calidad/precio y la «diversión sencilla» de la versión de PC, pero criticó la relativa falta de contenido del juego. Ryan J. Fong de GameSpot hizo eco de esto, quien aclamó los gráficos y jugabilidad de la misma versión de PC, pero también se quejó acerca de la falta de contenido y valor de rejugabilidad. GameFan le dio a la misma versión de PC una reseña favorable, prácticamente un mes antes de su fecha de lanzamiento en Estados Unidos. Doug Trueman de NextGen llamó a la misma versión de PC «un título fuerte, pero no lo que pudo haber sido».
Como juego tecnológicamente avanzado, Supreme Snowboarding fue adoptado por fabricantes de hardware para mostrar el potencial de los procesadores y placas de video en 1998 y 1999 en los eventos de la industria.
Supreme Snowboarding fue el primer juego finlandés en ser exitoso, y el primero en vender más de un millón de unidades.

## Secuela
Una secuela titulada Transworld Snowboarding fue lanzada para la consola Xbox en 2002, notable por ser el primer juego de la consola desarrollado en Finlandia. Fue renombrado Supreme Snowboarding 2 tras un cambio de licencias, ya que el distribuidor se mudó desde Francia a Estados Unidos, y finalmente fue un éxito moderado.